# USS LST-1024
O USS LST-1024 foi um navio de guerra norte-americano da classe LST que operou durante a Segunda Guerra Mundial.